# Пащенко Олександр Михайлович
Олекса́ндр Миха́йлович Па́щенко (25 листопада 1982, смт Дмитрівка, Чернігівська область — 29 січня 2015, м. Харків) — майор (посмертно) Збройних сил України, учасник російсько-української війни.

## Короткий життєпис
Народився 25 листопада 1982 року в селищі Дмитрівка Бахмацького району Чернігівської області. Батько Михайло Козел помер, коли Олександру було 2 роки. Узяв прізвище вітчима з Голінки — Виктора Пащенка. 
У 2000 році закінчив Дмитрівську ЗОШ I—III ступенів. Протягом 2000—2004 років навчався в Одеському інституті сухопутних військ.
Як командир штабної роти 3-го механізованого батальйону 24-ї окремої механізованої бригади (м. Яворів Львівської області) призваний захищати цілісність держави до зони АТО. У ході боїв за село Кримське Новойдарського району Луганської області зазнав важкого поранення. Помер від ран 29 січня 2015 року у військовому шпиталі міста Харкова. Похований 31 січня 2015 року в селі Дмитрівка Бахмацького району Чернігівської області. 31 січня в Бахмацькому районі оголошено днем жалоби.
Вдома залишилися мама Ольга Борисівна та сестра.

## Нагороди
- Указом Президента України № 311/2015 від 4 червня 2015 року, «за особисту мужність і високий професіоналізм, виявлені у захисті державного суверенітету та територіальної цілісності України, вірність військовій присязі», нагороджений орденом Богдана Хмельницького III ступеня (посмертно)[1].
- У травні 2015 року присвоєно чергове військове звання — майор (посмертно)[2]

## Вшанування пам'яті
- У травні 2015 року на будівлі школи в Дмитрівці (вулиця Незалежності, 21), де навчався капітан Пащенко, встановлено меморіальну дошку[3][4].
- Вшановується в меморіальному комплексі «Зала пам'яті», в щоденному ранковому церемоніалі 29 січня[5][6].